# Инсуч
Инсуч — река в России, на полуострове Камчатка. Протекает по территории Тигильского района Камчатского края.
Длина реки — 19 км. Берёт исток на западном склоне горы Сосопхан (восточнее хребта Янсен), протекает в юго-западном направлении до впадения в реку Хайрюзова справа. Устье находится в 7 км к юго-востоку от села Хайрюзово.
Гидроним имеет ительменское происхождение, однако его точное значение не установлено.

## Притоки
Объекты перечислены по порядку от устья к истоку:
- ← река без названия
- → Прямой
- ← Ветка

По данным государственного водного реестра России относится к Анадыро-Колымскому бассейновому округу.